# Gordona
Gordona är en ort och kommun i provinsen Sondrio i regionen Lombardiet i Italien. Kommunen hade 1 959 invånare (2018).
Den tidigare kommunen Menarola uppgick den 25 november 2015 i Gordona.